# بوب كرين
بوب كرين (بالإنجليزية: Bob Crane)‏ مواليد 13 يوليو 1928 في واتربوري، الولايات المتحدة - الوفاة 29 يونيو 1978 في سكوتسديل، الولايات المتحدة، هو ممثل أمريكي بدأ مسيرته الفنية سنة 1950. امتدت مسيرته الفنية لأكثر من 28 عاما.

## الأعمال

### مسلسلات
- توايلايت زون (1961)
- ذا دونا ريد شو (1963)
- هوجانز هيروز (1965)
- ذا لوسي شو (1966)
- الحب (1969) (بدور: هوارد ملفيل)
- كوينسي إم إي (1977)
- قارب الحب (1978) (بدور: إدوارد تيدي أندرسون)

## روابط خارجية
- بوب كرين على موقع IMDb (الإنجليزية)
- بوب كرين على موقع ألو سيني (الفرنسية)
- بوب كرين على موقع تيرنر كلاسيك موفيز (الإنجليزية)
- بوب كرين على موقع أول موفي (الإنجليزية)
- بوب كرين على موقع قاعدة بيانات الأفلام السويدية (السويدية)
- بوب كرين على موقع إن إن دي بي (الإنجليزية)
- بوب كرين على موقع قاعدة بيانات الفيلم (الإنجليزية)
- بوب كرين على موقع كينوبويسك (الروسية)